# Обычная ванделлия
Обы́чная ванде́ллия, или уса́тая ванде́ллия, или кандиру́ (лат. Vandellia cirrhosa) — пресноводная рыба, которая водится в реках Амазонии и считается среди местных жителей опасной рыбой. Рыбка не более 15 см в длину, имеет угревидную форму и почти прозрачна. Зачастую встречаются экземпляры размерами не больше спички.

## Образ жизни
Обычная ванделлия паразитирует на другой рыбе. Сомик чувствует потоки выдыхаемой другой рыбой воды и заплывает по ним в жабры. При этом он растопыривает колючие выросты и питается кровью из кровеносных сосудов в жабрах, отчего получил прозвище «бразильский вампир». Сомик не сосёт кровь: после укуса кровь вытекает из жабр сама. За 30—145 секунд сомик насыщается и покидает рыбу-хозяина.
Известен ещё один вид сомиков (Tridensimilis brevis), который имеет схожее поведение.

## Опасность для человека
Местные жители якобы боятся этой рыбы, потому что считается, что она может заплыть в анальное отверстие, вагину или — в случае маленьких особей — в пенис обнажённого человека до самого мочевого пузыря. Там она якобы питается кровью и окружающими тканями, что может вызывать сильные боли. Считают, что обычная ванделлия находит своих жертв по примеси в воде аммиака, выделяемого из жабр в процессе дыхания рыбы или — в случае с человеком — из мочеиспускательного канала. Согласно этому мифу, без оперативного вмешательства зачастую обычную ванделлию не извлечь. В большинстве случаев операции проходят без последствий. Традиционно применяют соки двух растений (в частности, генипа), которые вводят непосредственно в место прикрепления рыбки, которая при этом погибает и разлагается. Без медицинской помощи поражения обычной ванделлией якобы могут привести к смерти. Сомик погибает всегда, так как выбраться из человеческого тела не может, поскольку человек не является типичным прокормителем кандиру́.
Однако ни единого случая застревания кандиру в уретре человека нет. Также не доказано, что кандиру привлекает человеческая моча. Все описанные случаи относятся к эпохе до широкого распространения компактных фотоаппаратов в 1930-х годах и связаны с устным народным творчеством.
Случай попадания кандиру ("пенисной рыбы") в тело человека через уретру, с последующим застреванием в предстательной железе, вызвав блокаду мочевого пузыря, был экранизирован в сериале "Анатомия страсти/Анатомия Грей" ("Grey's Anatomy") в 3 сезоне 21 серии.